# Inga megalobotrys
Inga megalobotrys é uma espécie vegetal da família Fabaceae.
Apenas pode ser encontrada no Peru.